# Mobile Suit Gundam: Lost War Chronicles
Mobile Suit Gundam: Lost War Chronicles (機動戦士ガンダム戦記?, Kidō senshi Gandamu Senki) è un videogioco d'azione di simulazione fantascientifica sviluppato e pubblicato dalla Bandai per PlayStation 2. Il videogioco è ambientato nella linea temporale dello Universal Century della metaserie di Gundam.
Nel videogioco il giocatore può scegliere di controllare o un soldato della Federazione terrestre o del principato di Zion, in entrambi i casi, impegnato della guerra di un anno. Nel videogioco fanno alcune comparse cameo diversi personaggi presenti nell'anime. Nel gioco sono inoltre presenti diversi mobile suit provenienti dagli anime della serie, da Mobile Suit Gundam a Mobile Suit Gundam 0083: Stardust Memory. Se il giocatore ottiene un buon punteggio in alcune missioni chiavi saranno inoltre sbloccati ulteriori mobile suit.
Dal videogioco è stato tratto un manga pubblicato dalla Kadokawa Shoten ed intitolato Gundam Lost War Chronicles.